# Wilhelm Heusel
Wilhelm Heusel (* 23. Juli 1878 in Pfrondorf; Württemberg; † 1958) war ein deutscher Wirtschaftsführer.

## Werdegang
Heusel war Generaldirektor der Schwäbischen Hüttenwerke GmbH in Wasseralfingen.
Neben seiner beruflichen Tätigkeit übernahm er mehrere Ämter in Wirtschafts- und Industriegremien. Er war Vizepräsident der Industrie- und Handelskammer Heidenheim an der Brenz und Vorstand der Wirtschaftsvereinigung Eisen- und Stahlindustrie.
Zudem setzte er sich mit der Entstehung der Eisenindustrie in Württemberg, insbesondere im oberen Brenztal, auseinander. Für seinen Heimatort Pfrondorf stiftete er einen Betrag zugunsten der Gemeinde, der 1975 zur Anschaffung des Flügels in der neu errichteten Schönbuchhalle verwendet wurde.

## Ehrungen
- 1952: Großes Verdienstkreuz der Bundesrepublik Deutschland
- Benennung einer Straße in Pfrondorf

## Werke
- Königsbronn. Das Kloster und die Eisenwerke. - Königsbronn: Schwäbische Hüttenwerke, 1936